# Sena Inami
Sena Inami (井波 靖奈 Inami Sena?), född 25 juni 1992 i Ishikawa prefektur, är en japansk fotbollsspelare.
Inami började sin karriär 2011 i Sanfrecce Hiroshima. 
Med Sanfrecce Hiroshima vann han japanska ligan 2012 och 2013. Efter Sanfrecce Hiroshima spelade han för V-Varen Nagasaki och Júbilo Iwata. Han avslutade karriären 2015.